# دبليو. جاسبر تالبرت
دبليو. جاسبر تالبرت (بالإنجليزية: W. Jasper Talbert)‏ هو سياسي أمريكي، ولد في 6 أكتوبر 1846 في الولايات المتحدة، وتوفي في 5 فبراير 1931 في نفس البلد. حزبياً، نشط في الحزب الديمقراطي. وقد انتخب عضو مجلس نواب كارولاينا الجنوبية وانتخب عضو مجلس النواب الأمريكي.